# Rue Alexis-Rostand
La rue Alexis-Rostand est une voie marseillaise située dans le 10e arrondissement de Marseille. 

## Situation et accès
Elle est sans issue sur ses deux extrémités et croise l'avenue Benjamin-Delessert.

## Origine du nom
Elle est baptisée en hommage à Alexis Rostand.